# لورنزو برناردي
لورنزو برناردي (بالإيطالية: Lorenzo Bernardi) (ولد11 أغسطس 1968م في ترينتو، إيطاليا) هو لاعب إيطالي سابق لكرة الطائرة ومدرب حالياً، حصل على الميدالية الفضية في دورة الألعاب الأولمبية بأتلانتا 1996م، وبطل العالم مرتين (1990،1994)، وبطل أوروبا مرتين (1989،1995)، وفي عام 2001م أعلن الاتحاد الدولي للكرة الطائرة بأنه «لاعب القرن للكرة الطائرة» مع كارش كيرالي.

## معلومات تقنية
- الطول: 2,00 م
- الارتقاء في السحق: 3,40 م
- الارتقاء في الصد: 3,31 م

## المسيرة المهنية
بدأ برناردي -المولود في ترينتو- مسيرته الطويلة في الثمانينيات كانت بدوره لاعب الإعداد، لكنه تحول لاحقًا إلى التمرير و الإعداد، ومنذ عام 1985 لعب مع نادي مودينا للكرة الطائرة، وقد فاز برناردي بالبطولة الإيطالية تسع مرات مع مودينا ومع سيسلي تريفيزو، والتي لعب فيها من عام 1990 إلى عام 2001.
كانت أول مباراة دولية له مع منتخب إيطاليا للكرة الطائرة في 27 مايو 1987، ولعب 306 مرات بألوان "الأزوري" ، وفاز بميداليتين ذهبيتين أوروبيتين في (1989 و1995)، وبطولة العالم مرتين (1990 و1994)، وثلاث مرات في الدوريات العالمية للكرة الطائرة وكأس العالم للكرة الطائرة عام 1995. يتضمن رصيده الدولي أيضًا ميداليتين ذهبيتين وخمس ميداليات فضية وبرونزية واحدة. حصل لورنزو على لقب اللاعب الأكثر قيمة في الدوري العالمي للاتحاد الدولي للكرة الطائرة 1992 بعد فوز الإيطاليين بالبطولة للمرة الثالثة على التوالي. حصل لورنزو على جائزة أفضل لاعب في بطولة العالم للاتحاد الدولي للكرة الطائرة 1994 بعد أن فازت إيطاليا بالميدالية الذهبية للمرة الثانية على التوالي. خلال ظهور برناردي الأخير في الألعاب الأولمبية عام 1996 في أتلانتا، فازت إيطاليا بجميع مبارياتها الخمس في الفئة (ب) في مجموعات متتالية. واصلت إيطاليا نجاحها بفوزها بأربع مجموعات على الأرجنتين في ربع النهائي، تلاها فوز من أربع مجموعات في نصف النهائي على صربيا والجبل الأسود لتصل إلى أول مباراة ميدالية ذهبية أولمبية لها على الإطلاق. ومع ذلك، كافحت هولندا للفوز بخمس مجموعات تاركة لإيطاليا الميدالية الفضية. حصل لورنزو على جائزة أفضل لاعب في بطولة العالم للاتحاد الدولي للكرة الطائرة 1994 بعد أن فازت إيطاليا بالميدالية الذهبية للمرة الثانية على التوالي. في عام 2004 ، لعب بعض المسابقات في قطر وبعد فترة في اليونان وأولمبياكوس، عاد للعب في إيطاليا اعتبارًا من نوفمبر 2005. على الرغم من بلوغه سن 37 عامًا ، فقد حصل على جائزة أفضل لاعب في المباراة الأولى في مسيرته الجديدة مع الأندية الإيطالية. في مسيرته اللاحقة، لعب في سلسلة (ب) 1 (الفئة الثالثة في إيطاليا) بالقرب من موطنه الأصلي ترينتو، حيث أنهى مسيرته الكروية مع مونتيشياري في عام 2007. بشكل عام، تنافس برناردي 306 مرات لإيطاليا في المنافسة الدولية. كان لورنزو جزءًا من تسعة فرق بطولة الدوري الإيطالي لتعزيز مكانته الأسطورية في وطنه. خلال موسم 2010/2011، تولى منصب المدير الفني للنادي البولندي جسترزبكسي ويقل (بالبولندية: Jastrzębski Węgiel)، وتمكن من الوصول إلى المركز الرابع في دوري أبطال أوروبا للكرة الطائرة. تم تعيين برناردي في عام 2014 مدربًا جديدًا لفريق انقرة هالكبنك. في نوفمبر 2016، حل محل سلوبودان كوفاتش كمدرب لسير سيفتي بيروجيا.

### أسلوب اللعب
أصبح تعدد استخدامات لورنزو برناردي سمة مميزة للرياضة مما جعله لاعبًا متعدد المواهب وممرًا متميزًا وواحدًا من أفضل لاعبي جيله.

## الجوائز والتكريم

### كلاعب
- دوري أبطال أوروبا للكرة الطائرة
  - 1989/1990 - مع نادي مودينا للكرة الطائرة
  - 1994/1995 - مع سيسلي تريفيزو
  - 1998/1999 - مع سيسلي تريفيزو
  - 1999/2000 - مع سيسلي تريفيزو
- كأس دوري أبطال أوروبا للكرة الطائرة
  - 1985/1986 - مع نادي مودينا للكرة الطائرة
  - 1993/1994 - مع سيسلي تريفيزو
- كأس التحدي دوري أبطال أوروبا للكرة الطائرة
  - 1990/1991 - مع سيسلي تريفيزو
  - 1992/1993 - مع سيسلي تريفيزو
  - 1997/1998 - مع سيسلي تريفيزو
  - 2004/2005 - مع لوب بانكا ماكيراتا
- البطولات الوطنية
  - 1985/1986 كأس ايطاليا مع نادي مودينا للكرة الطائرة
  - 1985/1986 بطولة ايطاليا مع نادي مودينا للكرة الطائرة
  - 1986/1987 بطولة ايطاليا مع نادي مودينا للكرة الطائرة
  - 1987/1988 كأس ايطاليا مع نادي مودينا للكرة الطائرة
  - 1987/1988 بطولة ايطاليا مع نادي مودينا للكرة الطائرة
  - 1988/1989 كأس ايطاليا مع نادي مودينا للكرة الطائرة
  - 1988/1989 بطولة ايطاليا مع نادي مودينا للكرة الطائرة
  - 1992/1993 كأس ايطاليا مع سيسلي تريفيزو
  - 1993/1994 بطولة إيطالية مع سيسلي تريفيزو
  - 1995/1996 بطولة إيطالية مع سيسلي تريفيزو
  - 1997/1998بطولة إيطالية مع سيسلي تريفيزو
  - 1998/1999 كأس السوبر الإيطالي مع سيسلي تريفيزو
  - 1999/2000 كأس السوبر الإيطالي مع سيسلي تريفيزو
  - 1999/2000 كأس ايطاليا مع سيسلي تريفيزو
  - 1999/2000 بطولة إيطالية مع سيسلي تريفيزو
  - 2000/2001 بطولة إيطالية مع سيسلي تريفيزو
  - 2001/2002 كأس السوبر الإيطالي مع سيسلي تريفيزو

### كمدرب
البطولات الوطنية
- 2014/2015كأس السوبر التركي مع أنقرة هالكلنك
- 2014/2015 كأس تركيا، مع أنقرة هالكلنك
- 2015/2016 كأس السوبر التركي مع أنقرة هالكلنك
- 2015/2016 بطولة تركية مع أنقرة هالكلنك
- 2017/2018 كأس السوبر الإيطالي مع السير سيفتي بيروجيا
- 2017/2018 كأس ايطاليا مع السير سيفتي بيروجيا
- 2017/2018 بطولة إيطالية مع السير سيفتي بيروجيا
- 2018/2019كأس ايطاليا مع السير سيفتي بيروجيا

### الجوائز الفردية
- 1992: الدوري العالمي للكرة الطائرة - اللاعب الأكثر قيمة
- 1992: بطولة العالم للأندية للكرة الطائرة للرجال - أفضل لاعب
- 1994: بطولة العالم للاتحاد الدولي للكرة الطائرة - أفضل لاعب
- 1996: الدوري العالمي للكرة الطائرة - اللاعب الأكثر قيمة
- 1996: الدوري العالمي للكرة الطائرة - أفضل هداف

### جوائز الدولة
2000: وسام استحقاق الجمهورية الإيطالية

## روابط خارجية
- لورنزو برناردي على موقع الاتحاد الأوروبي (الإنجليزية)
- لورنزو برناردي على موقع عالم الكرة الطائرة (الإنجليزية)
- لورنزو برناردي على موقع دوري الدرجة الأولى الإيطالي للكرة الطائرة - رجال (الإيطالية)
- لورنزو برناردي على موقع دوري الدرجة الأولى الإيطالي للكرة الطائرة - سيدات (الإيطالية)
- لورنزو برناردي على موقع اللجنة الأولمبية الدولية (الإنجليزية)
- لورنزو برناردي على موقع أوليمبيديا (الإنجليزية)
- لورنزو برناردي على موقع اللجنة الأولمبية الإيطالية (الإيطالية)